# Perizoma taiwana
Perizoma taiwana är en fjärilsart som beskrevs av Alfred Ernest Wileman 1911. Perizoma taiwana ingår i släktet Perizoma och familjen mätare. Inga underarter finns listade i Catalogue of Life.

## Bildgalleri

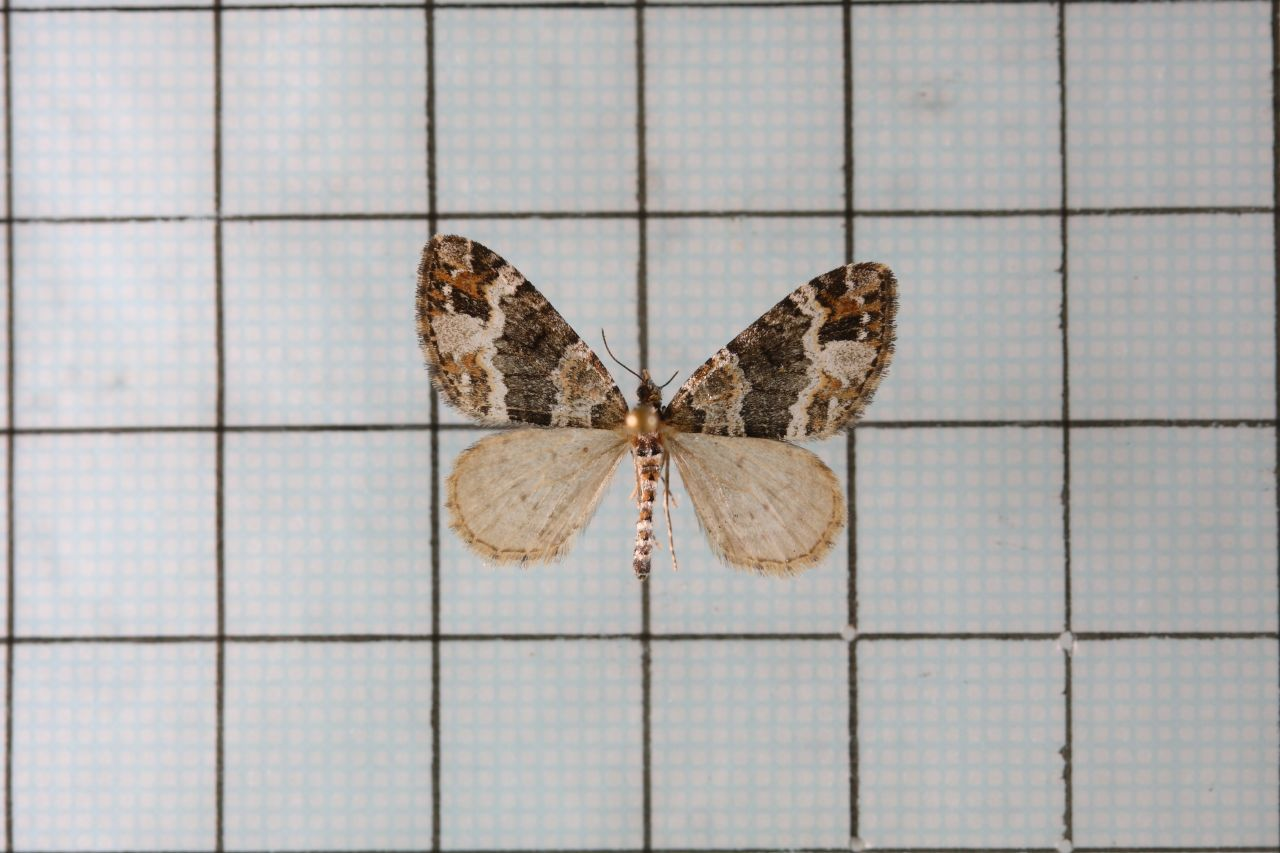
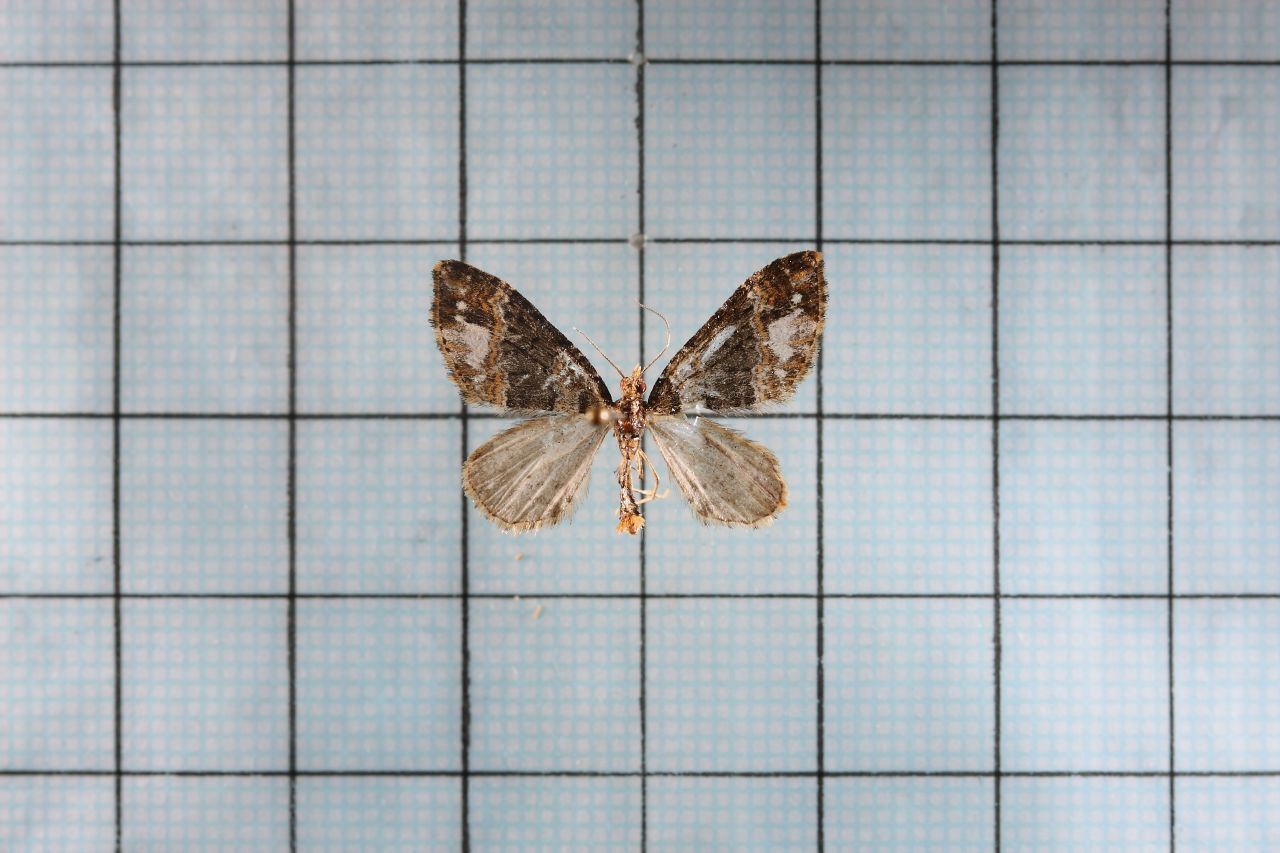
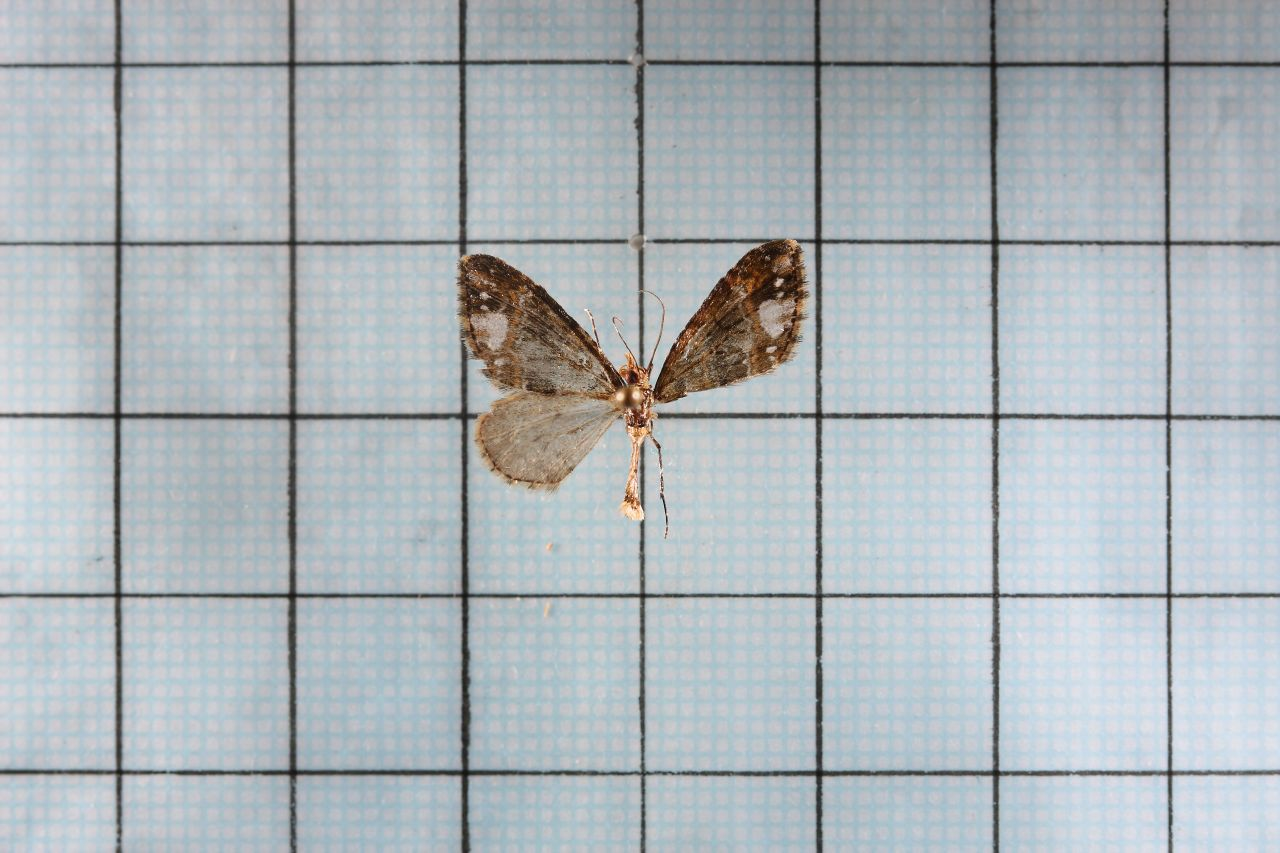
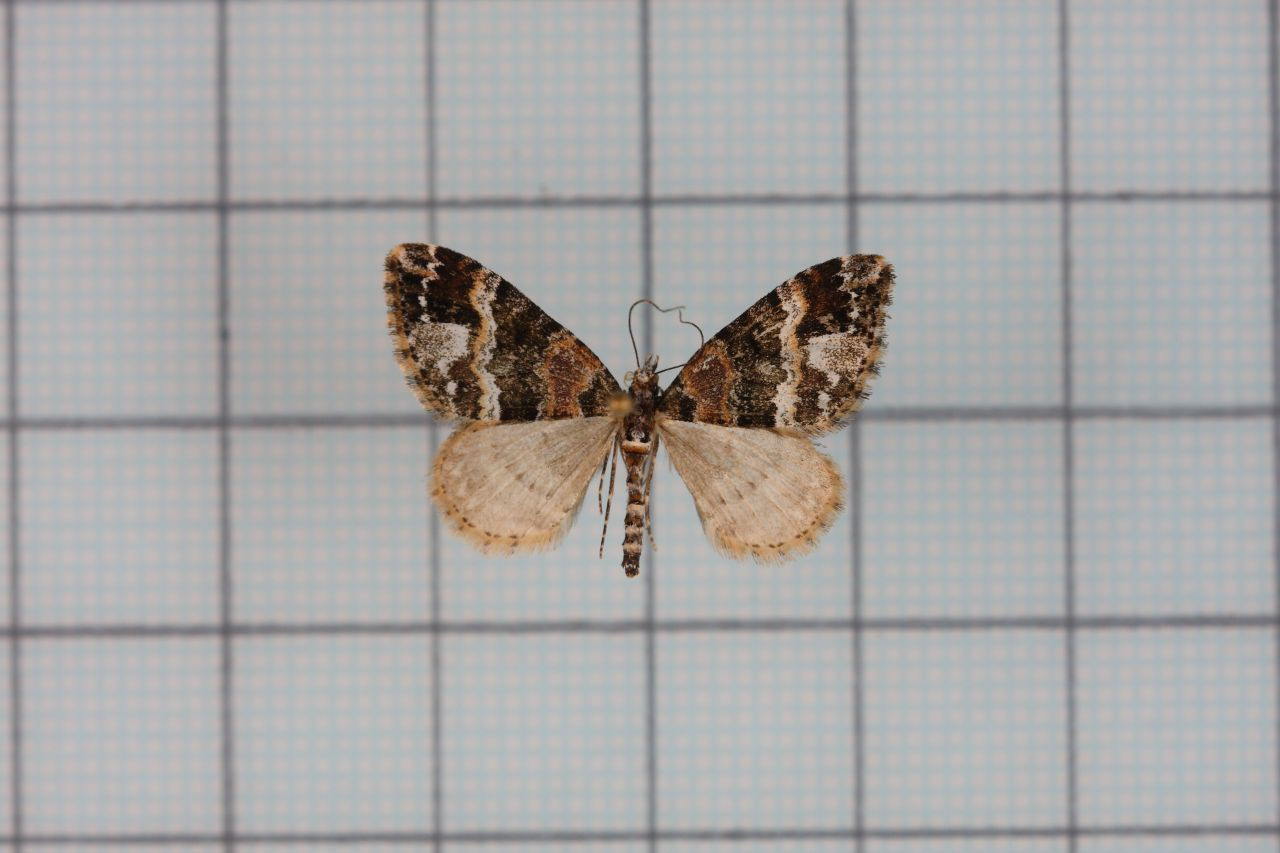
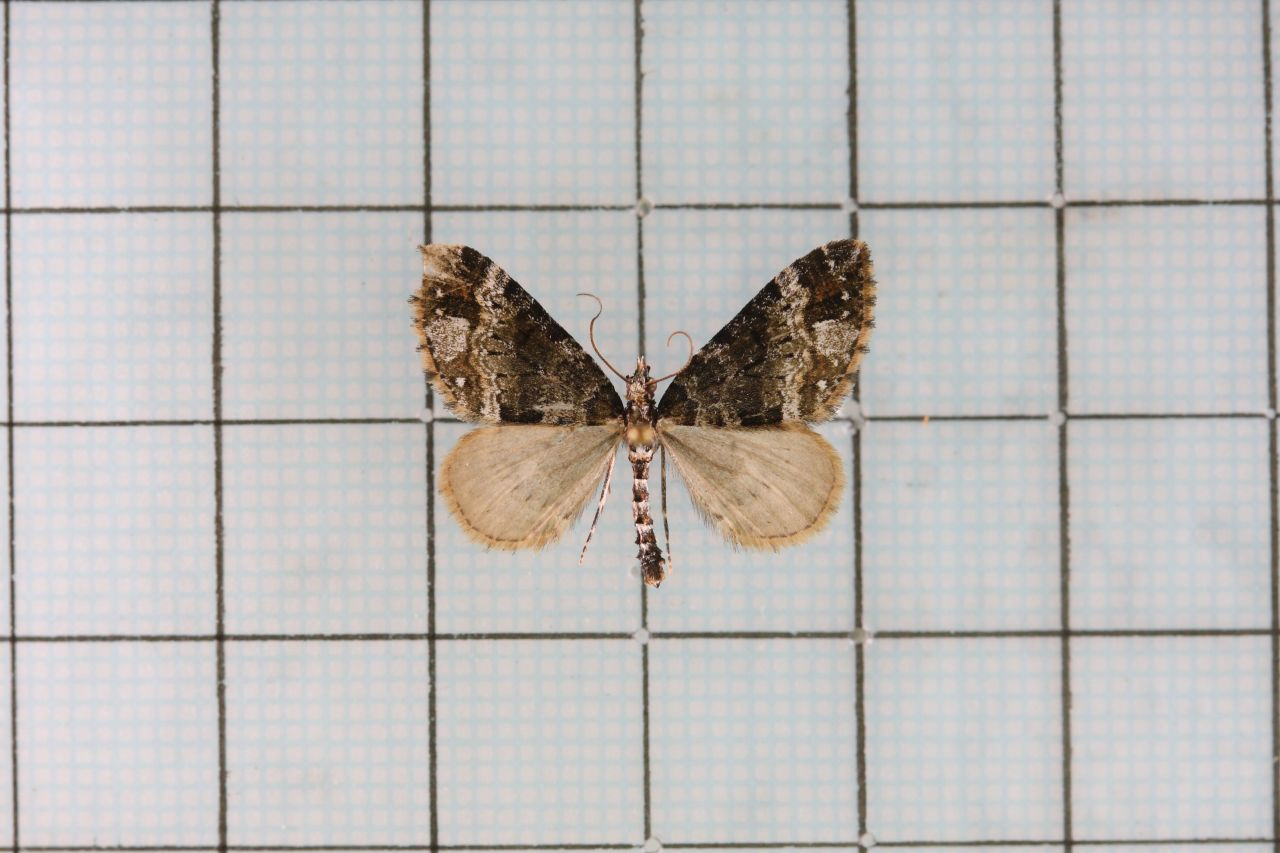